# Palazzo di Costantino
Il Palazzo di Costantino (in russo Константиновский дворец?, Konstantinovskij dvorec) è una reggia che si trova a Strelna, una cittadina nei dintorni di San Pietroburgo, appartenuta al ramo dei Konstantinovič della dinastia Romanov. Il progetto iniziale risale al 1720 ad opera di Nicola Michetti.
Nel 1797 il palazzo di Strelna venne donato al granduca Konstantin Pavlovič Romanov ed alla moglie, la granduchessa Anna Feodorovna, zia della regina Vittoria. Nonostante un grande incendio scoppiato nel 1803, il palazzo di Costantino venne terminato nel 1807. Andrej Vornikhin e Luigi Rusca furono i responsabili dell'architettura dei piani superiori. Dopo la morte del Granduca il palazzo passò al nipote ed il ramo dei Konstantinovič della dinastia Romanov detenne il complesso come sua proprietà fino alla rivoluzione.

## Avvenimenti del XX secolo
Dopo il 1917 il palazzo visse un periodo di degrado: venne ceduto ad un campo di lavoro minorile ed in seguito ad una scuola superiore. Durante la Seconda guerra mondiale Strelna venne occupata dalle truppe tedesche che vi stabilirono una base della marina. Alcuni uomini della Decima Flottiglia MAS e delle navi da guerra vennero trasferite qui dall'Italia, ma un commando di truppe anfibie russe attaccò la base e distrusse le barche.

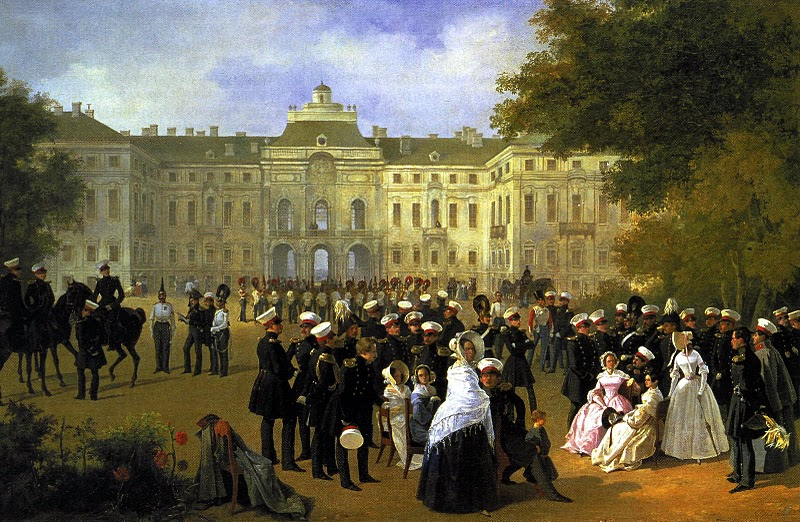
Ricevimento della Guardia al Palazzo di Costantino a Strelna, dipinto del XIX secolo

Dopo le devastazioni dell'occupazione tedesca solo le pareti del palazzo vennero lasciate in piedi, tutti gli interni invece erano stati perduti; in seguito non venne fatto nessun intervento sostanziale di ristrutturazione fino al 2001, quando Vladimir Putin stabilì che il palazzo venisse convertito in una residenza presidenziale a San Pietroburgo. Il parco con i canali, le fontane ed i ponticelli venne ricostruito sui disegni originali di Le Blond e completato con un padiglione circondato dall'acqua presso la costa del mare. Di fronte al palazzo si trovano la statua equestre di Pietro I, installata originalmente nel 1911 a Riga, e la scultura moderna della famiglia di Pietro che passeggia nei giardini, opera di Mikhail Shemyakin, che invece è posizionata più vicina alla spiaggia. Numerose stanze del rinnovato palazzo sono state dedicate al poeta Konstantin Konstantinovič Romanov, che nacque proprio a Strelna.
Il palazzo di Costantino accolse più di cinquanta capi di Stato durante le celebrazioni del trecentenario di San Pietroburgo nel 2003. Tre anni dopo, dal 15 al 17 luglio 2006, ospitò il 32º convegno del G8; durante il summit, i leader mondiali vennero alloggiati in diciotto lussuosi cottage sulla spiaggia, ognuno dei quali battezzato con il nome di una città storica russa. I ricreati interni neoclassici ospitarono inoltre, nel giugno 2008, il summit CSI. All'interno del palazzo si svolse infine il G20 del 2013.
Le stalle del primo Ottocento vennero ricostruite e convertite in un hotel a quattro stelle.